# Schischkinia albispina
Schischkinia albispina là một loài thực vật có hoa trong họ Cúc. Loài này được (Bunge) Iljin miêu tả khoa học đầu tiên năm 1935.